# الأثر البيئي للورق

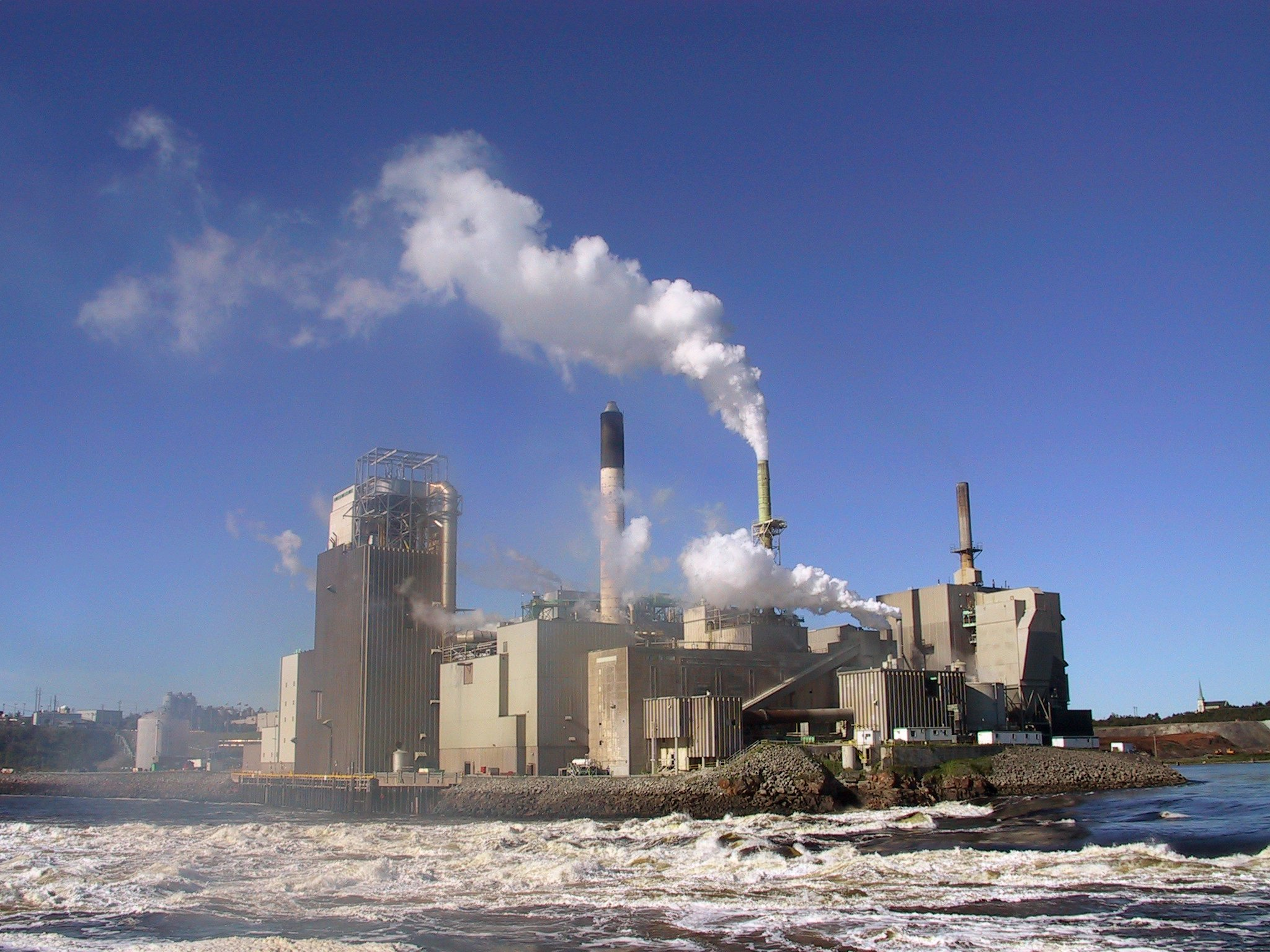

أدى الأثر البيئي للورق وما ينتج عن استهلاكه إلى إعادة النظر في سبل تصنيعه وفي استخداماته في القطاع التجاري وعلى مستوى الأفراد.
مع استخدام التكنولوجيا الحديثة مثل المطبعة وحصاد الأشجار والخشب الآلي، أصبح الورق سلعة رخيصة نسبيًا وسهلة المنال، مما أدى إلى ارتفاع مستوى استهلاكه وإهداره.
ويندرج إهدار الورق من بين أبرز القضايا البيئية العالمية، حيث أدت هذه القضايا التي يتم تداولها مؤخّرًا مثل تلوث الهواء والماء، وتغير المناخ، وتكدس مدافن النفايات وتطهيرها إلى إجراء تعديلات دستورية من قبل حكومات مختلفة حول العالم بهذا الشأن. وأصبحت الاستدامة مطلب بيئي يتم ممارسته في صناعة اللب والورق، وتسعي الاستدامة نحو وضع حد واضح لقطع الأشجار، واستخدام المياه، وانبعاثات غازات الاحتباس الحراري، واستهلاك الوقود الأحفوري وتنظيف آثاره على موارد المياه المحلية، وتلوث الهواء.
تساهم مصانع اللب والورق في تلوث الهواء والماء والأرض وتشكل الورق والكرتون المهملة حوالي 26 ٪ من النفايات الصلبة البلدية في مواقع المكبات.
وفقًا لمنظمة المواطنين الكنديين، «يحتاج الناس إلى منتجات ورقية ونحتاج إلى إنتاج مستدام وآمن بيئيًا.»
تتوفر إعلانات المنتجات البيئية أو بطاقات أداء المنتج لجمع وتقييم الأداء البيئي والاجتماعي للمنتجات الورقية، مثل بابير كالكوليتر، أو إنفيرومنتال بابير أسيسمينت تول (إي بّي إيه تي)، أو بابير بروفايل.
تنشئ كل من الولايات المتحدة وكندا خرائط تفاعلية للمؤشرات البيئية التي تبين انبعاثات التلوث من المرافق الفردية.
مصنع عجينة ورق وورق في نيو برونزويك، كندا. تتطلب صناعة عجينة الورق والورق كميات كبيرة من الطاقة، لكن يأتي جزءًا منها من حرق المخلفات الخشبية.

## المشاكل
تساهم مصانع عجينة الورق والورق في تلوث الهواء والماء والأرض، ويشكل الورق والورق المقوى المرمي نحو 26% من النفايات البلدية الصلبة في مواقع دفن النفايات.
تنتج عجينة الورق والورق ثالث أكبر كمية من انبعاثات الهواء والماء والأرض الصناعية في كندا وسادس أكبر كمية في الولايات المتحدة. في عام 2015، أطلقت هذه الصناعة 174,000 طن من الانبعاثات في الهواء والماء والأرض (أو 5.3%) من إجمالي 3.3 مليون طن من الانبعاثات الصادرة عن جميع الصناعات في كندا. وفي الولايات المتحدة، أطلقت صناعة عجينة الورق والورق نحو 79,000 طن أو نحو 5% من إجمالي انبعاثات الملوثات الصناعية في عام 2015. أطلق 66% من إجمالي النفايات الناتجة عن صناعة عجينة الورق والورق في الولايات المتحدة في الهواء، و10% في الماء و4% على الأرض، في حين أطلقت معظم النفايات (96%) في الهواء في كندا.
عالميًا، تعد صناعة عجينة الورق والورق خامس أكبر مستهلك للطاقة، إذ تستهلك 4% من إجمالي استخدامات الطاقة في العالم. ولكن، يساهم قطاع الورق والطباعة بأكمله بأقل من 1% في المخزون العالمي من غازات الدفيئة بسبب الاستخدام المرتفع للغاية للطاقة المتجددة، المولدة معظمها من الكتلة الحيوية.
تستخدم صناعة عجينة الورق والورق كميات كبيرة من المياه لإنتاج طن من المنتجات الورقية أكثر من أي صناعة أخرى.
تعتبر عملية إزالة الحبر أثناء إعادة تدوير الورق أيضًا مصدرًا للانبعاثات بسبب المواد الكيميائية المحررة في النفايات السائلة. طور المجلس الأوروبي للورق المستعاد «بطاقة قياس أداء قابلية إزالة الحبر» بحيث يمكن تحديد المنتجات الورقية المطبوعة التي تتمتع بأفضل قابلية لإعادة التدوير بعد إزالة الحبر.
ارتفع الاستهلاك العالمي للورق بنسبة 400% في الأربعين عامًا الماضية، تستخدم 35% من الأشجار المقطوعة في صناعة الورق. تعتبر مزارع الغابات الواسعة، التي تستمد منها غالبية الأخشاب المستخدمة في صناعة عجينة الورق، أحادية المحصول عمومًا، ما يثير مخاوف بشأن الآثار البيئية لهذه الممارسة.
تستخدم كمية كبيرة من الأخشاب المقطوعة في أمريكا الشمالية في صناعة الخشب والمنتجات غير الورقية الأخرى. في الولايات المتحدة، يستخدم 36% من محصول الأخشاب السنوي للورق والورق المقوى، وفي كندا يأتي 21% من الورق والورق المقوى مباشرةً من الأشجار المقطوعة. يأتي الباقي من بقايا المناشر (55%) والورق المعاد تدويره (24%).
تعتبر إزالة الغابات غالبًا مشكلة في البلدان النامية ولكنها تحدث أيضًا في العالم المتقدم. تعتبر عملية نقل الخشب لإنتاج عجينة الورق قضية بيئية مثيرة للجدل في أستراليا. وأوقفت حكومة نيوزيلندا في التسعينيات تصدير رقائق الخشب من الغابات الأصلية بعد حملة قام بها دعاة حماية البيئة.
قطع أكثر من 6.5 مليون شجرة لصنع 16 مليار فنجان ورقي استخدمها المستهلكون في الولايات المتحدة للقهوة فقط في عام 2006، وذلك باستخدام 4 مليارات جالون أمريكي (15.000.000 متر مكعب) من المياه ونتج عنها 253 مليون رطل من النفايات. عمومًا، يستخدم الأمريكيون الشماليون 58% من جميع الأكواب الورقية، أي ما يصل حتى 130 مليار كوب.

### تلوث الهواء
يجمع الجرد الوطني للانبعاثات في الولايات المتحدة وجرد انبعاثات ملوثات الهواء (إيه بّي إي آي) في كندا الانبعاثات السنوية لملوثات الهواء المساهمة في الضباب الدخاني، والأمطار الحمضية، وغازات الدفيئة وتراجع جودة الهواء بما فيها المواد الجسيمائية (بّي إم)، وأكاسيد الكبريت (SOx)، وأكاسيد النيتروجين (NOx)، والكادميوم، والرصاص، والزئبق، والملوثات العضوية الثابتة (بّي أو بّي) مثل الديوكسينات والفوران وسداسي كلوروبنزين والهيدروكربونات العطرية متعددة الحلقات (بّي إيه إتش). بالإضافة إلى ذلك، يعد جرد انبعاثات المواد السامة (تي آر أي) قاعدة بيانات متاحة للعموم يديرها برنامج جرد انبعاثات المواد السامة التابع لوكالة حماية البيئة والذي يتتبع إدارة بعض المواد الكيميائية السامة في الولايات المتحدة التي قد تهدد صحة الإنسان والبيئة.
بلغ إجمالي الانبعاثات النفايات السامة الصناعية في الهواء في الولايات المتحدة 690 مليون رطل (313,000 طن) في عام 2015، تسببت صناعة عجينة الورق والورق بـ20% منها. كانت 60% من انبعاثات صناعة عجينة الورق والورق في الهواء ميثانول الذي لا يعد مادة كيميائية ثابتة ومتراكمة بيولوجيًا وسامة (بّي بي تي) ومادة غير مسرطنة. تنبعث العديد من المواد الكيميائية الثابتة والمتراكمة بيولوجيًا والسامة من صناعة عجينة الورق والورق بمستويات قابلة للقياس، وتشمل الرصاص، وسداسي كلوروبنزين (إتش سي بي)، والديوكسينات، والفوران والهيدروكربونات العطرية متعددة الحلقات. كانت انبعاثات هذه المواد الكيميائية من صناعة عجينة الورق والورق في كندا أقل من 2% من إجمالي الانبعاثات في عام 2015. في حين تسببت هذه الصناعة بـ22% من إجمالي انبعاثات سداسي كلوروبنزين في الولايات المتحدة، لكن كانت الانبعاثات الثابتة والمتراكمة بيولوجيًا والسامة الأخرى أقل من 2% من الانبعاثات الإجمالية الوطنية.
توجد انبعاثات مهمة أخرى في الهواء تنتجها صناعة عجينة الورق والورق. تتكون المواد الجسيمائية الدقيقة (PM2.5) من جسيمات يبلغ قطرها 2.5 ميكرون أو أقل والتي يمكن أن تخترق الجهاز التنفسي ولها تأثيرات خطيرة على الصحة. تعد صناعة عجينة الورق والورق في الولايات المتحدة وكندا مسؤولة عن 10% تقريبًا من انبعاثات المواد الجسيمائية الدقيقة الصناعية. ولكن، تأتي غالبية المواد الجسيمائية الدقيقة من مصادر غير صناعية مثل احتراق الأخشاب السكنية، والبناء، والغبار من الطرق غير المعبدة، وعندما أخذت هذه المصادر في الاعتبار، وجد أن صناعة عجينة الورق والورق في أمريكا الشمالية أنتجت نحو 0.5% فقط من الإجمالي في 2014.
تنبعث أكاسيد النيتروجين (NOx) وأكاسيد الكبريت (SOx) وثاني أكسيد الكربون (CO2) في أثناء تصنيع عجينة الورق والورق. تعد أكاسيد النيتروجين وأكسيد الكبريت من العناصر الرئيسية المساهمة في الأمطار الحمضية، ويعد ثاني أكسيد الكربون أحد غازات الدفيئة المسؤولة عن تغير المناخ. في عام 2014، كانت صناعة عجينة الورق والورق في أمريكا الشمالية مسؤولة عن نحو 0.5% من إجمالي انبعاثات أكاسيد الكبريت وأكاسيد النيتروجين من المصادر الصناعية وغير الصناعية.

### تلوث المياه
تحتوي تصريفات مياه صرف مصنع عجينة الورق والورق على مواد صلبة ومغذيات ومواد عضوية مذابة مثل الليغنين. وتحتوي أيضًا على كحول ومتمخلبات ومواد غير عضوية مثل الكلورات والمركبات المعدنية الانتقالية. يمكن أن تسبب المغذيات مثل النيتروجين والفوسفور أو تؤدي إلى فرط مغذيات في المسطحات المائية العذبة مثل البحيرات والأنهار. تغير المادة العضوية المذابة في المياه العذبة، والمقاسة عن طريق مطلوبية الأكسجين البيولوجية (بسي أو دي)، الخصائص البيئية. قد تكون مياه الصرف ملوثة أيضًا بمركبات الكلور العضوي. توجد بعض هذه العناصر طبيعيًا في الخشب، لكن تنتج عملية تبييض عجينة الورق بالكلور كميات أكبر بكثير. تؤكد الدراسات الحديثة على أن المعالجة المسبقة المناسبة لمياه الصرف (مثل التجميد) تعتبر حلًأ فعالًا من ناحية التكلفة لإزالة مطلوبية الأكسجين الكيميائية (سي أو دي) وتقليل الضغوط على البيئة المائية.

## استهلاك الورق وآثاره البيئية
الورق عبارة عن مادة تشكل بهيئة صفحات رقيقة مصنعة من الياف السلولوز الناتجة من النباتات، ولهذه المادة العديد من الاستخدامات المتنوعة مثل: الكتابة والطباعة، والتعبئة، والتغليف كما تستخدم بعض أصناف الورق تستخدم لترشيح الرواسب من المحاليل وتدخل في صناعة بعض مواد البناء. إن تدوير الورق ضروري لأنه يقلل من إتلاف الورق في مطامر النفايات. لكنه لا يحمي البيئة بالضرورة. فالورق لا يمكن تدويره بلا حدود. وأقصى ما يمكن هو تدوير الورق بين سبع وعشر مرات. وبعدئذ تأخذ أليافه في التحليل وثمة حاجة عند التدوير إلى إضافة عجينة الخشب من جديد.

## الأثر البيئي السلبي لاستهلاك الورق حول العالم
إن الأثر البيئي لصناعة الورق واستهلاكه هو مس إلى ان السنوات الماضية شهدت نهما لا حدود له في هذا المجال فئمة حاجة ماسة إلى جهود جبارة لضمان حماية البيئة . الماضي مضى، لكن لا يزال ثمة وقت متاح لتغيير ما ينتظرنا استحدام التقنية الحديثة التي يمكن ان تغنينا عن الورق يمكننا حفظ الغابات ومنع تلويث البيئة والهواء والمياة والتربة مثلما نفعل اليوم.
- إنتاج العجينة والورق في العالم هو خامس أكبر مستهلك للطاقة إذ يحتاج إلى ما يقارب 4% من معدل استهلاك الطاقة في العالم.
- أكثر من 60% من بين 17 مليار قدم مكعبة من الخشب المستهلك كل عام تستعمل لصنع العجينة والورق.
- تحتاج صناعة الورق إلى الماء أكثر من معظم الصناعات الأخرى.
- يشكل الورق مكونًّا رئيسًا من النفايات في الكثير من المطامر في العالم وتبلغ نسبته 35%من القمامة.
- صناعة العجينة والورق هي ثالث أكبر ملوث للهواء والماء والتراب في كل من كندا والولايات المتحدة حيث ينتج عنها أكثر 100 مليون كغم من الملوثات السامة كل عام.
- %40 من الأشجار المقطوعة في العالم لأغراض صناعية، وتستعمل لصناعة الورق، ويتوقع أن تبلغ النسبة في القريب العاجل 50%.
- ازداد استهلاك العالم من الورق 400% في آخر 40 سنة.
- تخسر الأرض من الغابات نحو 18 مليون متر مربع كل عام، أي ما يعادل مساحة 20 ملعب كره قدم كل دقيقة.
- تتقلص مساحة الغابات في العالم بما تروح بين 12% و17% بسبب انبعاث غازات الدفيئة في الكرة الأرضية.
- إذا استمرت وتيرة قطع أشجار الغابات على حالها فلن تمر 100 سنة قبل أن تختفي الغابات المطيرة تمامًا من الكوكب.